# Webbers Falls
Webbers Falls é uma cidade  localizada no estado norte-americano de Oklahoma, no Condado de Muskogee.

## Demografia
Segundo o censo norte-americano de 2000, a sua população era de 726 habitantes.
Em 2006, foi estimada uma população de 721, um decréscimo de 5 (-0.7%).

## Geografia
De acordo com o United States Census Bureau tem uma área de
10,1 km², dos quais 10,1 km² cobertos por terra e 0,0 km² cobertos por água. Webbers Falls localiza-se a aproximadamente 146 m acima do nível do mar.

## Localidades na vizinhança
O diagrama seguinte representa as localidades num raio de 12 km ao redor de Webbers Falls.